# 撒馬利亞起義
撒馬利亞起義是484年至573年撒玛利亚人在巴勒斯坦第一省发动的一系列反对东罗马帝国的起义，起义双方都大量使用暴力，拜占庭人及其伽珊尼德盟友残酷镇压了起义，导致撒玛利亚人口严重减少。这些事件使该地区的人口结构发生不可逆转的改变，使基督徒成为巴勒斯坦第一省之后几十年占主导地位的唯一群体。圣诞教堂在此次起义中被毁。